# Bergerac
Bergerac (okcitansko Brageirac) je kraj in občina v jugozahodni francoski regiji Nova Akvitanija, podprefektura departmaja Dordogne. Leta 2008 je mesto imelo 27.555 prebivalcev.
Ozemlje Bergeraca je znano po pridelavi več sort vina in tobaka.

## Geografija
Kraj leži v nekdanji pokrajini Périgord ob reki Dordogne, 48 km jugozahodno od Périgueuxa. V občini se nahaja francosko mednarodno letališče Bergerac-Roumanière.

## Uprava
Bergerac je sedež dveh kantonov:
- Kanton Bergerac-1 (del občine Bergerac: 20.072 prebivalcev),
- Kanton Bergerac-2 (del občine Bergerac, občine Cours-de-Pile, Creysse, Lamonzie-Montastruc, Lembras, Mouleydier, Queyssac, Saint-Germain-et-Mons, Saint-Laurent-des-Vignes, Saint-Nexans, Saint-Sauveur: 15.533 prebivalcev).

Mesto je prav tako sedež okrožja, v katerega so poleg njegovih dveh vključeni še kantoni Beaumont-du-Périgord, Buisson-de-Cadouin, Eymet, Force, Issigeac, Lalinde, Monpazier, Sainte-Alvère, Sigoulès, Vélines, Villamblard in Villefranche-de-Lonchat s 103.105 prebivalci.

## Turizem
Mesto ima rastočo turistično industrijo. Povezava regije z vinom je tudi ključni motivacijski dejavnik za velik turizem z vinskimi ogledi, obiski dvorcev in vinsko hišo ob reki, ki prikazuje razstavo o zgodovini vinogradništva. Bližnje znamenitosti za turiste so Arboretum de Podestat, Château de Monbazillac, mestni muzej, muzej kipov in muzej tobaka. Cerkev Notre Dame je v središču mesta. Reka Dordogne je tudi pomembna turistična atrakcija za izlete z rečnimi čolni in najem kajakov.

## Zanimivosti
- romanska cerkev sv. Jakoba, postaja na romarski poti v Santiago de Compostelo (Via Lemovicensis),
- Château de Lespinassat iz 17. do 19. stoletja,
- Château de Mounet-Sully iz 19. stoletja,
- Cerkev Notre Dame, zgrajena v letih 1852-1868,
- protestantska cerkev,
- muzej vinarstva,
- V kraju je spomenik francoskemu pisatelju Cyranoju de Bergeracu; slednji nima nobene povezave s tem krajem kot tudi ne s to pokrajino.

### Cyrano de Bergerac
V mestu sta dva kipa Cyrano de Bergeraca, ki sta predmet znamenite istoimenske igre Edmonda Rostanda. Star kamniti kip stoji na Place de la Myrpe, obrnjen proti Place du Docteur Cayla. Na Place Pelissiere so postavili novejši kip, pobarvan v barvah in stoji na podstavku iz nerjavnega jekla.

## Pobratena mesta
Bergerac je pobraten z:
- Repentigny, Quebec, Kanada, od 1997
- Faenza, Italija, od 1998
- Kenitra, Maroko, od 2016
- Ostrów Wielkopolski, Poljska, od 2017
- Hohen Neuendorf, Nemčija, od 2018